# Fracción San Juan Chicharras
Fracción San Juan Chicharras är en ort i Mexiko.   Den ligger i kommunen Tapachula och delstaten Chiapas, i den sydöstra delen av landet, 900 km sydost om huvudstaden Mexico City. Fracción San Juan Chicharras ligger 733 meter över havet och antalet invånare är 102.
Terrängen runt Fracción San Juan Chicharras är kuperad åt sydväst, men åt nordost är den bergig. Runt Fracción San Juan Chicharras är det ganska tätbefolkat, med 179 invånare per kvadratkilometer. Närmaste större samhälle är Cacahoatán, 16,5 km sydost om Fracción San Juan Chicharras. I omgivningarna runt Fracción San Juan Chicharras växer i huvudsak städsegrön lövskog.